# 平田正蔵
平田 正蔵（ひらた しょうぞう、1929年3月7日 - 2012年2月10日）は、日本の経営者。元福岡放送社長。元日本民間放送連盟副会長。

## 経歴
大分県出身。1953年に早稲田大学法学部を卒業し、九州電力に入社。九州電力では宮崎支店長、理事、福岡支店長、取締役、総務部長、常務を歴任した。1991年6月から1997年までに福岡放送社長を務めた。
2012年2月10日、急性心不全のために死去。82歳没。